# Lancia Megagamma
Lancia Megagamma — минивэн, концепт-кар. Разработан студией Italdesign в 1978 году, в том же году был представлен на Туринском автосалоне. Может считаться предвестником современных минивэнов. Автомобиль не был запущен в производство, потому что материнской компании Fiat и её главе Умберто Аньелли казалось слишком рискованным выпускать его и они не рассчитывали на высокие продажи.
Этот концепт-кар предназначался для нужд семей, с просторным салоном при компактном объеме.
Nissan Prairie (1981) — первый минивэн серийного производства, развивающий идеи Megagamma, позднее появились такие модели, как Renault Espace, Dodge Caravan, Plymouth Voyager, Renault Scenic и Volkswagen Touran, минивэны компании Lancia — Lancia Zeta и Phedra.
Megagamma оснащался 2,5-литровым двигателем Lancia SOHC flat-4 с системой впрыска топлива Bosch L-Jetronic, мощностью 138 л.с.(103 кВт) при 5400 об/мин и максимальным крутящим моментом 209 Н•м при 3000 об/мин. Базировался на платформе Lancia Gamma.